# Bezzia pilipennis
Bezzia pilipennis är en tvåvingeart som beskrevs av Lundstrom 1916. Bezzia pilipennis ingår i släktet Bezzia och familjen svidknott. Arten är reproducerande i Sverige. Inga underarter finns listade i Catalogue of Life.